# WWWF United States Tag Team Championship
El WWWF United States Tag Team Championship fue un importante campeonato en parejas de lucha libre profesional en la empresa World Wide Wrestling Federation entre los años 1963 y 1967.

## Nombres
| Nombre                                                      | Años                       |
| ----------------------------------------------------------- | -------------------------- |
| NWA United States Tag Team Championship (Northeast version) | 1958 – 1963                |
| WWWF United States Tag Team Championship                    | 1963 - 29 de julio de 1967 |

## Campeones
El Campeonato en Parejas de los Estados Unidos, fue el primer campeonato en ser abandonado por la entonces World Wide Wrestling Federation (WWWF) en 1967. Los campeones inaugurales fueron Mark Lewin y Don Curtis, quienes ganaron los títulos en 1958, dejando 36 distintos campeones oficiales, repartidos en 31 reinados en total. Además, el título quedó vacante en una ocasión, cuando uno de los campeones abandonó la empresa.

### Lista de campeones
Los días en paréntesis (123) suponen que el reinado inició o terminó en el primer día del mes por falta de información.
|    | Luchador                                                     | N.º | Fecha                    | Días  | Show o evento | Notas y referencias |
| -- | ------------------------------------------------------------ | --- | ------------------------ | ----- | ------------- | --- |
| 1  | Mark Lewin (1) & Don Curtis (1)                              | 1   | julio de 1958            | (65)  | House show    | Derrotaron a Hans Schmidt & Dick the Bruiser en la final de un torneo. |
| 2  | The Grahams (Jerry Graham (1) & Eddie Graham (1))            | 1   | 4 de septiembre de 1958  | 98    | House show    | [ 2 ] |
| 3  | Mark Lewin (2) & Don Curtis (2)                              | 2   | 11 de diciembre de 1958  | 167   | House show    | [ 3 ] |
| 4  | The Grahams (Jerry Graham (2) & Eddie Graham (2))            | 2   | 27 de mayo de 1959       | (66)  | House show    | [ 4 ] |
| —  | Vacante                                                      | —   | agosto de 1959           | —     |               | El título quedó vacante cuando Eddie Graham abandonó la empresa. |
| 5  | Jerry Graham (3) & Johnny Valentine (1)                      | 1   | 14 de noviembre de 1959  | (108) | House show    | Derrotaron a Mark Lewin & Don Curtis para ganar los títulos vacantes. |
| 6  | The Grahams (Jerry Graham (4) & Eddie Graham (3))            | 3   | marzo de 1960            | (32)  | House show    | Eddie Graham retornó a la empresa y tomó el lugar de Johnny Valentine. |
| 7  | The Bastiens (Red Bastien (1) & Lou Bastien (1))             | 1   | 2 de abril de 1960       | 14    | House show    | [ 7 ] |
| 8  | The Grahams (Jerry Graham (5) & Eddie Graham (4))            | 4   | 16 de abril de 1960      | 7     | House show    | [ 8 ] |
| 9  | The Bastiens (Red Bastien (2) & Lou Bastien (2))             | 2   | 23 de abril de 1960      | 89    | House show    | [ 9 ] |
| 10 | The Fabulous Kangaroos (Al Costello (1) & Roy Heffernan (1)) | 1   | 21 de julio de 1960      | 18    | House show    | [ 10 ] |
| 11 | The Bastiens (Red Bastien (3) & Lou Bastien (3))             | 3   | 8 de agosto de 1960      | 16    | House show    | [ 11 ] |
| 12 | The Fabulous Kangaroos (Al Costello (2) & Roy Heffernan (2)) | 2   | 24 de agosto de 1960     | 87    | House show    | [ 12 ] |
| 13 | Johnny Valentine (2) & Buddy Rogers (1)                      | 1   | 19 de noviembre de 1960  | 9     | House show    | [ 13 ] |
| 14 | The Fabulous Kangaroos (Al Costello (3) & Roy Heffernan (3)) | 3   | 28 de noviembre de 1960  | 409   | House show    | Derrotaron a Johnny Valentine y Chief Big Heart para ganar los títulos. |
| 15 | Johnny Valentine (3) & Bob Ellis (1)                         | 1   | 11 de enero de 1962      | 175   | House show    | [ 15 ] |
| 16 | Buddy Rogers (2) & Johnny Barend (1)                         | 1   | 5 de julio de 1962       | 245   | House show    | [ 16 ] |
| 17 | Buddy Austin (1) & Great Scott (1)                           | 1   | 7 de marzo de 1963       | 70    | House show    | Durante sus reinados, el título fue renombrado a Campeonato en Parejas de los Estados Unidos de la WWWF en abril de 1963.                                                                                           |
| 18 | Skull Murphy (1) & Brute Bernard (1)                         | 1   | 16 de mayo de 1963       | 182   | House show    | [ 18 ] |
| 19 | Killer Kowalski (1) & Gorilla Monsoon (1)                    | 1   | 14 de noviembre de 1963  | 44    | House show    | [ 19 ] |
| 20 | The Tolos (John Tolos (1) & Chris Tolos (1))                 | 1   | 28 de diciembre de 1963  | (35)  | House show    | [ 20 ] |
| 21 | Don McClarity (1) & Vittorio Apollo (1)                      | 1   | febrero de 1964          | (48)  | House show    | [ 21 ] |
| 22 | Dr. Jerry Graham (6) & Luke Graham (1)                       | 1   | 20 de marzo de 1964      | 321   | House show    | [ 22 ] |
| 23 | Gene Kiniski (1) & Waldo Von Erich (1)                       | 1   | 4 de febrero de 1965     | 63    | House show    | [ 23 ] |
| 24 | Gorilla Monsoon (2) & Bill Watts (1)                         | 1   | 8 de abril de 1965       | 119   | House show    | [ 24 ] |
| 25 | Dan Miller (1) & Dr. Bill Miller (1)                         | 1   | 5 de agosto de 1965      | 200   | House show    | [ 25 ] |
| 26 | Antonio Pugliese (1) & Johnny Valentine (4)                  | 1   | 21 de febrero de 1966    | 213   | House show    | [ 26 ] |
| 27 | Baron Mikel Scicluna (1) & Smasher Sloan (1)                 | 1   | 22 de septiembre de 1966 | 77    | House show    | [ 27 ] |
| 28 | Spiros Arion (1) & Tony Parisi (2)                           | 1   | 8 de diciembre de 1966   | (175) | House show    | Fue en un Two Out Of Three Falls Tag Team match. Arion y Parisi recibieron los títulos cuando Valentine cambió a heel provocando una lesión a Parisi en la segunda caída luego de que este ganara la primera caída. |
| 29 | Spiros Arion (2) & Arnold Skaaland (1)                       | 1   | junio de 1967            | (39)  | House show    | Pugliese abandonó la empresa y Skaaland fue galardonado con la otra mitad restante del título. |
| 30 | Sicilians (Lou Albano (1) & Tony Altimore (1))               | 1   | 10 de julio de 1967      | 14    | House show    | Derrotaron a Skaaland y Chuck Richards para ganar los títulos. |
| 31 | Bruno Sammartino (1) & Spiros Arion (3)                      | 1   | 24 de julio de 1967      | 5     | House show    | [ 31 ] |
| —  | Desactivado                                                  | —   | 29 de julio de 1967      | —     |               | Sammartino era el Campeón de la WWWF cuando ganó el título en parejas, y al no estar disponible para defender ambos títulos, el campeonato en parejas fue desactivado.                                              |
| 32 | KISS                                                         | 1   | 12 de mayo de 1983       | 2320+ | House Show    | Venciendo a los titanes |

### Mayor cantidad de reinados

#### Por equipos
| Reinados | Luchador (es)                         |
| -------- | ------------------------------------- |
| 4 veces  | The Grahams                           |
| 3 veces  | The Fabulous Kangaroos y The Bastiens |
| 2 veces  | Mark Lewin & Don Curtis               |

#### Por luchador
| Reinados | Luchador (es)                               |
| -------- | ------------------------------------------- |
| 3 veces  | Spiros Arion                                |
| 2 veces  | Tony Parisi, Gorilla Monsoon y Buddy Rogers |